# Claudia Franjul
Claudia Franjul (nacida como Claudia Karina González Franjul, 6 de octubre de 1970 - 21 de abril de 1995) fue una modelo, reina de belleza y actriz dominicana, reconocida por ser segunda finalista para la Miss República Dominicana (1994) y ser representante de Miss Mundo (1994) en Sudáfrica, también tuvo un rol en la película Deadly Manor (1990). Fue coanimadora junto al maestro Jorge Taveras del programa Fantástico, el cual sería su último programa antes de su fallecimiento.

## Reseña biográfica
Su infancia transcurrió en Nueva York en Queens donde vivía con su hermana y su madre, aquí terminó sus estudios de bachiller e inició su carrera de modelaje y actuación. Desde niña se mantuvo participando en eventos de modelaje, casting de películas y realizando anuncios en televisión, periódicos y revistas.

## Distinciones
- Mención (Representante Miss Mundo, 1994). Representó la República Dominicana en el concurso de Miss Mundo en 1994 celebrado en Sudáfrica.
- Mención (Segunda Finalista Miss República Dominicana, 1994)